# Макар’єво
Макар’єво (рос. Макарьево) — селище в Лисковському районі Нижньогородської області Російської Федерації.
Населення становить 178 осіб. Входить до складу муніципального утворення Валковська сільрада.

## Історія
Від 2009 року входить до складу муніципального утворення Валковська сільрада.

## Населення
| 2002 | 2008 | 2009 | 2010 |
| ---- | ---- | ---- | ---- |
| 222  | ↘201 | ↗202 | ↘178 |